# Wenceslau Guimarães
Wenceslau Guimarães là một đô thị thuộc bang Bahia, Brasil. Đô thị này có diện tích 661,792 km², dân số năm 2007 là 29251 người, mật độ 44,2 người/km².